# Virginia Maquieira
Virginia Maquieira D'Angelo es una antropóloga feminista española. Desde 2012 es Directora de la Cátedra UNESCO en Políticas de Género e Igualdad entre mujeres y hombres en la Universidad Autónoma de Madrid y profesora emérita de dicha universidad.

## Trayectoria
Estudió Filosofía y Letras en la Universidad Autónoma de Madrid y se doctoró en Antropología social y pensamiento filosófico. Realizó su tesis doctoral sobre Edward Westermarck naturaleza, mujer y organizaciones domésticas (1990) dirigida por Ubaldo Martínez Veiga.  Desde 1992 es profesora titular Antropología Social y Pensamiento Filosófico Español de la Universidad Autónoma de Madrid.
En los últimos años del franquismo y en el comienzo de la transición española formó parte del grupo de alumnas y profesoras feministas que empezaron a desarrollar actividades académicas que dieron lugar a Seminarios o Institutos de: Estudios de la Mujer; de las Mujeres; Feministas o de Género.
"En los movimientos feministas -explica Maquieira- dentro y fuera de la vida académica, existía la convicción de que no era posible encontrar vías de transformación en la vida de las mujeres sin cuestionar los contenidos transmitidos en las aulas, en las distintas ramas del conocimiento que tenían la legitimación y la autoridad de un supuesto conocimiento científico. Como ejemplo de estas preocupaciones podemos mencionar: las formas ideológicas de explicar la desigualdad y el lugar de las mujeres en la estructura social, la ausencia o distorsión de sus aportaciones en la historia y las justificaciones del poder patriarcal a través del tiempo y el espacio. Para las mujeres cuestionar las condiciones de su propia existencia estuvo ligado al cuestionamiento de la producción del saber y sus contenidos. Por todo ello, el feminismo, tanto en nuestro contexto como a nivel internacional a partir de los años sesenta y setenta, creció combinando dialécticamente teoría/praxis y praxis/teoría. De este modo la política feminista comenzó a entenderse también como crítica académica para cuestionar la supuesta neutralidad del conocimiento y los mecanismos que producen la discriminación sexista en las instituciones de educación superior y la investigación."
En 1991 formó parte de la primera junta directiva de la Asociación Universitaria de Estudios de las Mujeres (AUDEM)
De 2002 a 2006 fue directora del Instituto Universitario de Estudios de la Mujer (IUEM) de la Universidad Autónoma de Madrid y posteriormente de 2007 a 2011 Vicerrectora de Extensión Universitaria de la Universidad Internacional Menéndez Pelayo.
Ha sido Investigadora visitante en el Department of Anthropology, Goldsmith´s College, Universidad de Londres y en el Instituto de Estudios Latinoamericanos de la Universidad de Estocolmo. Profesora visitante en CEICH, UNAM México; FLACSO Argentina; Universidad de Buenos Aires (UBA); Centro de Estudios de Género Cornelia Goethe, Universidad de Frankfurt o la Universidad Diego Portales, Santiago de Chile.
Desde 2012 dirige la Cátedra UNESCO Unitwin en "Políticas de Género e Igualdad entre mujeres y hombres" en la Universidad Autónoma de Madrid.
Es profesora en diversos posgrados sobre antropología del género, desarrollo y globalización, crítica feminista y derechos humanos en distintas universidades españolas y latinoamericanas y ha publicado como autora y/o editora diversos trabajos sobre sus líneas de investigación prioritarias: teoría y metodología de los sistemas de género; revisiones feministas de la antropología social; ciudadanía, derechos humanos y globalización; género y sexualidades minoritarias.

## Pensamiento
Maquieira, considera que el género es una estructura que atraviesa determinaciones socioestructurales tales como la clase, la edad, la posición en el orden mundial y la opción sexual. El género ejerce de principio estructurador de las sociedades humanas, convirtiendo esas diferencias en relaciones de desigualdad. En esta construcción está profundamente implicada la cultura que legitima bajo su protección las relaciones sociales de desventaja y opresión hacia las mujeres, que promulga la defensa de la diferencia cultural, contraponiéndola a la de igualdad de género y que interpreta cualquier cambio de las mujeres como una amenaza a la identidad cultural y a las tradiciones.

## Publicaciones
- Género y envejecimiento: XIX Jornadas Internacionales de Investigación Interdisciplinar.  Pilar Folguera (ed. lit.), Virginia Maquieira D'Angelo (ed. lit.), María Jesús Matilla Quiza (ed. lit.), Pilar Montero López (ed. lit.), María Jesús Vara Miranda (ed. lit.) UAM, Ediciones : Universidad Autónoma de Madrid, Instituto Universitario de Estudios de la Mujer, 2013.  978-84-8344-348-4
- Mujeres, globalización y derechos humanos Teresa del Valle (coord.) Madrid : Cátedra.  9788437623436
- Modelos emergentes en los sistemas y relaciones de género (2002) María Teresa Valle Milaró. Madrid: Narcea, 2002
- Revisiones y críticas feministas desde la antropología social: las contradicciones de Edward Westermarck: un reformador de la sexualidad. Universidad Autónoma de Madrid, 1997.  84-7477-631-7
- Edward Westermarck naturaleza, mujer y organizaciones domésticas: Tesis inédita leída el 20-12-1990 en la Universidad Autónoma de Madrid, Facultad de Filosofía y Letras, Departamento de Filosofía UAM, 1990

### En obras colectivas
- Mujeres, globalización y derechos humanos (2010)  coord. por Virginia Maquieira D'Angelo Cátedra, 2010 (2 ed.) .  978-84-376-2642-0
- Mujeres en el mundo global:: Movimientos y cooperación. coord. por Cristina Bernis Carro, Mayte Ortega Gallego, Virginia Maquieira D'Angelo Madrid: Instituto Universitario de Estudios de la Mujer, Universidad Autónoma de Madrid, 2007.  978-84-8344-090-2
- Demogracia, Feminismo y Universidad en el siglo XXI: XV Jornadas de investigación interdisciplinaria, Madrid, 21-23 de abril de 2004). 25 aniversario del IUEM coord. por María Pilar Pérez Cantó, Pilar Folguera, Otilia Mó Romero, Margarita Ortega López, Virginia Maquieira D'Angelo Madrid, Universidad Autónoma de Madrid, IUEM, 2005.  84-7477-986-3
- Mujeres Mayores en el siglo XXI: de la invisibilidad al protagonismo coord. por Virginia Maquieira D'Angelo Madrid: Ministerio de Trabajo y Asuntos Sociales, Imserso, 2002.  84-8446-054-1
- Género, diferencia y desigualdad en Feminismos : debates teóricos contemporáneos (2001) coord. por María Elena Beltrán Pedreira, Virginia Maquieira D'Angelo Alianza Editorial, 2001.  84-206-8706-5
- Género, clase y etnia en los nuevos procesos de globalización : XI Jornadas de Investigación Interdisciplinaria sobre la Mujer coord. por Virginia Maquieira D'Angelo; María Jesús Vara Miranda (ed. lit.) Universidad Autónoma de Madrid, Instituto Universitario de Estudios de la Mujer, 1997.  84-7477-620-1
- El trabajo de las mujeres, siglos XVI-XX : VI Jornadas de Investigación Interdisciplinaria sobre la Mujer coord. por María Jesús Vara Miranda, Virginia Maquieira D'Angelo Universidad Autónoma de Madrid, Instituto Universitario de Estudios de la Mujer, 1996.  84-7477-604-X
- Asociaciones de Mujeres en la Comunidad de Madrid ( 1995)  Artículo en Las mujeres de Madrid como agentes de cambio social.
- Violencia y sociedad patriarcal coord. por Cristina Sánchez Muñoz, Virginia Maquieira D'Angelo Madrid: Pablo Iglesias, 1990

- Feminismos : debates teóricos contemporáneos (2001)